# Aulus Caecina
Aulus Caecina est un politicien et un sénateur romain du Ier siècle av. J.-C.

## Histoire
Aulus Caecina est le fils d'un autre Aulus Caecina. Il a pris le parti de Pompée lors des  guerres civiles, et a publié une diatribe contre César, par lequel il a été banni et a dû s'exiler après la bataille de Pharsale (48 av. J.-C.).  
Aulus Caecina s'est rétracté dans un ouvrage intitulé Querelae, et par l'intercession de ses amis, surtout, de Cicéron, il a obtenu le pardon de César. 
Caecina était considéré comme une autorité importante de la divination étrusque entrant dans la rédaction du recueil de  l'Etrusca disciplina et à laquelle il a cherché à donner une assise scientifique par l'harmonisation de ses théories avec les doctrines des stoïciens. 
Des fragments considérables de son travail (traitant de la foudre) peuvent être trouvés dans les écrits de Sénèque.
Caecina était intimement lié avec Cicéron, qui parle de lui comme d'un homme talentueux et éloquent et il ne fait aucun doute qu'il se soit inspiré de lui dans son propre traité De divinatione.
Une partie de leur correspondance est conservée dans les lettres de Cicéron (Ad Fam. VI. 5-8 ; IX et XIII. 66). 

## Annexe